# 袁侃
袁侃（？—3世纪），字公然，袁涣子，曹魏官员。
评价是非清雅精当，柔和不冒犯人，善与人结交。与从弟袁亮、同郡何曾齐名友善。主君废立之间，人们所急着做的事，他常谦退不为，时人因此称赞他。历任黄门选部郎，号为清平。魏明帝太和年间，稍迁官至尚书。时李丰为常侍，荀俣出为东郡太守，袁侃与他们共三人都是黄门侍郎杜恕的同朝朋友。魏明帝时，袁侃与尚书选曹郎许允讨论刑罚，说到有人因渎职下狱、诏旨严切要求必须有人被处死时，当以正直者为重。许允对袁侃说：“卿是功臣之子，按法律要经过八议，不用担忧被处死。”袁侃知其所指，认同了他的说法。杜恕被出为幽州刺史，加建威将军，使持节，护乌丸校尉，时征北将军程喜屯蓟，袁侃等人提醒杜恕，程喜曾在青州导致田豫罢官，要杜恕提防，杜恕不以为意，嘉平元年（249年）果然被程喜弹劾，免为庶人，徙章武郡。
司马懿见到荀顗后，说道：“荀令君之子也。近见袁侃，亦曜卿之子也。”
司马懿子大将军司马师辅政，荆州刺史王基进言：“许允、傅嘏、袁侃、崔赞都是一时正士，有直质而无流心，可与同政事。”司马师纳其言。
袁侃早卒。女婿荀頵，外孙荀崧。王济很器重荀崧，将其比作袁侃，对袁侃弟袁奥说近日见到荀崧，德性纯粹是袁侃一路人。